# المعدر الكبير
المعدر الكبير هي قرية أمازيغية مغربية وجماعة قروية وسط غربي المغرب. تنتمي المعدر الكبير لإقليم تيزنيت على الساحل الأطلسي. تضم هذه الجماعة القروية 7.918 نسمة (إحصاء رسمي 2004).